# Roland Brückner (Turner)
Roland Brückner (* 14. Dezember 1955 in Köthen) ist ein ehemaliger deutscher Turner, der für die Deutsche Demokratische Republik startete. Während seiner aktiven Laufbahn stand er in Diensten des SC Dynamo Berlin beziehungsweise der Sportvereinigung Dynamo und nahm an zwei Olympischen Sommerspielen teil. 1976 in Montreal gewann er die Bronzemedaille im Mannschaftsmehrkampf. Vier Jahre später, bei den Spielen in Moskau, errang Brückner zwei Bronze- und eine Silbermedaille und wurde Olympiasieger im Bodenturnen.
Er war auch bei Weltmeisterschaften erfolgreich und sicherte sich 1979 in Fort Worth den ersten Platz in seiner Paradedisziplin, dem Bodenturnen. Selbigen belegte er auch drei Jahre später bei den Turn-Europameisterschaften in Rom. 1978 und 1980 gewann er zudem den Weltcup. Bei DDR-Meisterschaften war er an allen Geräten erfolgreich und errang insgesamt 23 nationale Einzeltitel, darunter von 1976 bis 1981 sechs Titel in Folge im Mehrkampf. 1984 erhielt er den Vaterländischen Verdienstorden in Gold.
Heute arbeitet Brückner gemeinsam mit Maxi Gnauck als Trainer im Nordwestschweizerischen Kunst- und Geräte-Turnzentrum in Liestal und unterrichtet Sport an der Sekundarschule in Reigoldswil.